# Diplotaenia
- Commons
- Wikispecies

Diplotaenia é um género botânico pertencente à família Apiaceae.